# Desenvolupament prenatal
El desenvolupament prenatal o desenvolupament fetal és el conjunt de canvis que es produeixen en un embrió/fetus entre el moment de la concepció i el seu naixement. És una fase extremament sensible en el desenvolupament d'un ésser viu: l'exposició del fetus a agents com l'alcohol o el metilmercuri per ingestió materna pot provocar malformacions i greus deficiències neuropsicològiques. En els éssers humans, el desenvolupament prenatal se sol dividir en tres trimestres. En el primer trimestre es produeix la fase inicial de la formació dels òrgans. En el segon, el fetus guanya pes i desenvolupa especialment el sistema circulatori i el sistema nerviós. Finalment, en el tercer sobretot guanya pes i acaba de desenvolupar els pulmons.